# Molophilus griseatus
Molophilus griseatus är en tvåvingeart som beskrevs av Edwards 1933. Molophilus griseatus ingår i släktet Molophilus och familjen småharkrankar. Inga underarter finns listade i Catalogue of Life.